# Municipio de Derry (Illinois)
El municipio de Derry (en inglés: Derry Township) es un municipio ubicado en el condado de Pike en el estado estadounidense de Illinois. En el año 2010 tenía una población de 247 habitantes y una densidad poblacional de 2,55 personas por km².

## Geografía
El municipio de Derry se encuentra ubicado en las coordenadas 39°37′26″N 90°58′23″O / 39.62389, -90.97306. Según la Oficina del Censo de los Estados Unidos, el municipio tiene una superficie total de 96.86 km², de la cual 96,86 km² corresponden a tierra firme y (0 %) 0 km² es agua.

## Demografía
Según el censo de 2010, había 247 personas residiendo en el municipio de Derry. La densidad de población era de 2,55 hab./km². De los 247 habitantes, el municipio de Derry estaba compuesto por el 95,55 % blancos, el 3,24 % eran asiáticos y el 1,21 % eran de una mezcla de razas. Del total de la población el 0 % eran hispanos o latinos de cualquier raza.